# Club Atlético Excursionistas

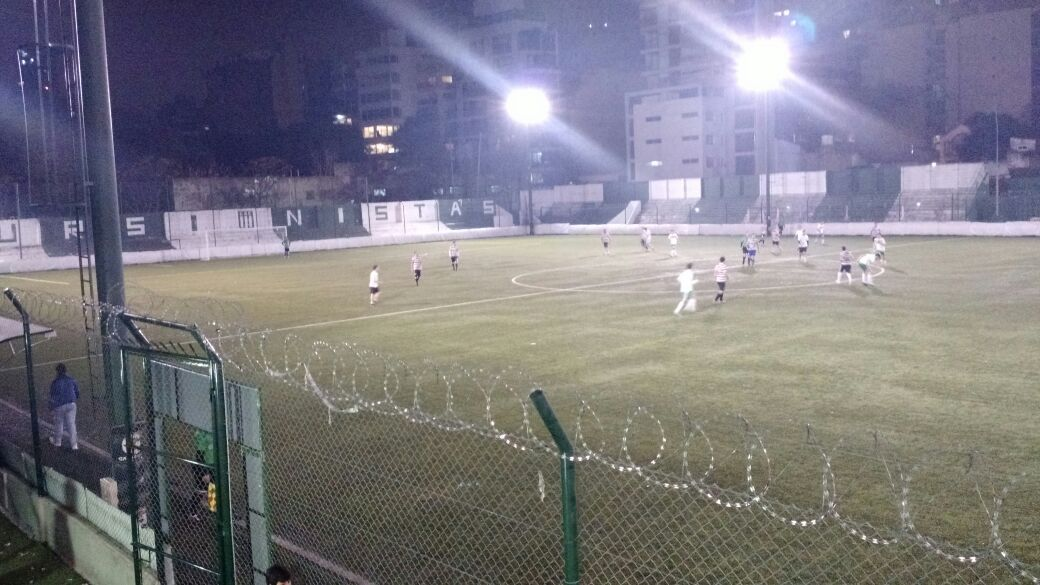
Partit a l'estadi Excursionistas.

El Club Atlético Excursionistas és un club de futbol argentí de la ciutat de Buenos Aires, al barri de Belgrano.
El club va ser fundat el 1910 amb el nom Club Unión Excursionistas. El 1920 adoptà el nom Club Atlético Excursionistas.

## Palmarès
- División Intermedia (1): 1924 (Asociación Amateurs de Football AAm)
- Primera C (2): 1926, 2016